# Palaquium densivenium
Palaquium densivenium là một loài thực vật có hoa trong họ Hồng xiêm. Loài này được K.Krause mô tả khoa học đầu tiên năm 1923.